# Erik Heil
Erik Heil, né le 10 août 1989 à Berlin, est un marin allemand. 